# Brzuchowice (rejon przemyślański)
Brzuchowice – wieś na Ukrainie w rejonie lwowskim (wcześniej w rejonie przemyślańskim) należącym do obwodu lwowskiego, nad Gniłą Lipą.

## Położenie
Na podstawie Słownika geograficznego Królestwa Polskiego i innych krajów słowiańskich: Brzuchowice to wieś w powiecie przemyślańskim, 9 km na południe od Przemyślan, nad rzeką Lipa.